# Pievigina Calcio 1986-1987
Questa voce raccoglie le informazioni riguardanti il Pievigina Calcio nelle competizioni ufficiali della stagione 1986-1987.

## Rosa
| N. |                   | Ruolo | Calciatore          |
| -- | ----------------- | ----- | ------------------- |
|    | Italia (bandiera) | C     | Alessandro Bertoia  |
|    | Italia (bandiera) | C     | Gianfranco Borgato  |
|    | Italia (bandiera) | D     | Massimo Bovo        |
|    | Italia (bandiera) | D     | Pietro Breda        |
|    | Italia (bandiera) | C     | Stefano Cappelletto |
|    | Italia (bandiera) | P     | Renato Da Ros       |
|    | Italia (bandiera) | C     | Stefano Del Piero   |
|    | Italia (bandiera) | P     | Massimo De Vido     |
|    | Italia (bandiera) | A     | Silvano Dorigo      |
|    | Italia (bandiera) |       | Falliero            |

| N. |                   | Ruolo | Calciatore       |
| -- | ----------------- | ----- | ---------------- |
|    | Italia (bandiera) | A     | Roberto Gradella |
|    | Italia (bandiera) | C     | Antonio Maset    |
|    | Italia (bandiera) | D     | Stefano Mognon   |
|    | Italia (bandiera) | D     | Walter Moneta    |
|    | Italia (bandiera) | D     | Fabio Olivotto   |
|    | Italia (bandiera) | C     | Claudio Pozzobon |
|    | Italia (bandiera) | C     | Francesco Rossi  |
|    | Italia (bandiera) |       | Tessaro          |
|    | Italia (bandiera) | C     | Antonio Tormen   |